# ۱۷۴ (عدد)
۱۷۴(صد و هفتاد و چهار) یک عدد طبیعی است که بعد از ۱۷۳ و قبل از ۱۷۵ قرار دارد.